# جویس بایرز

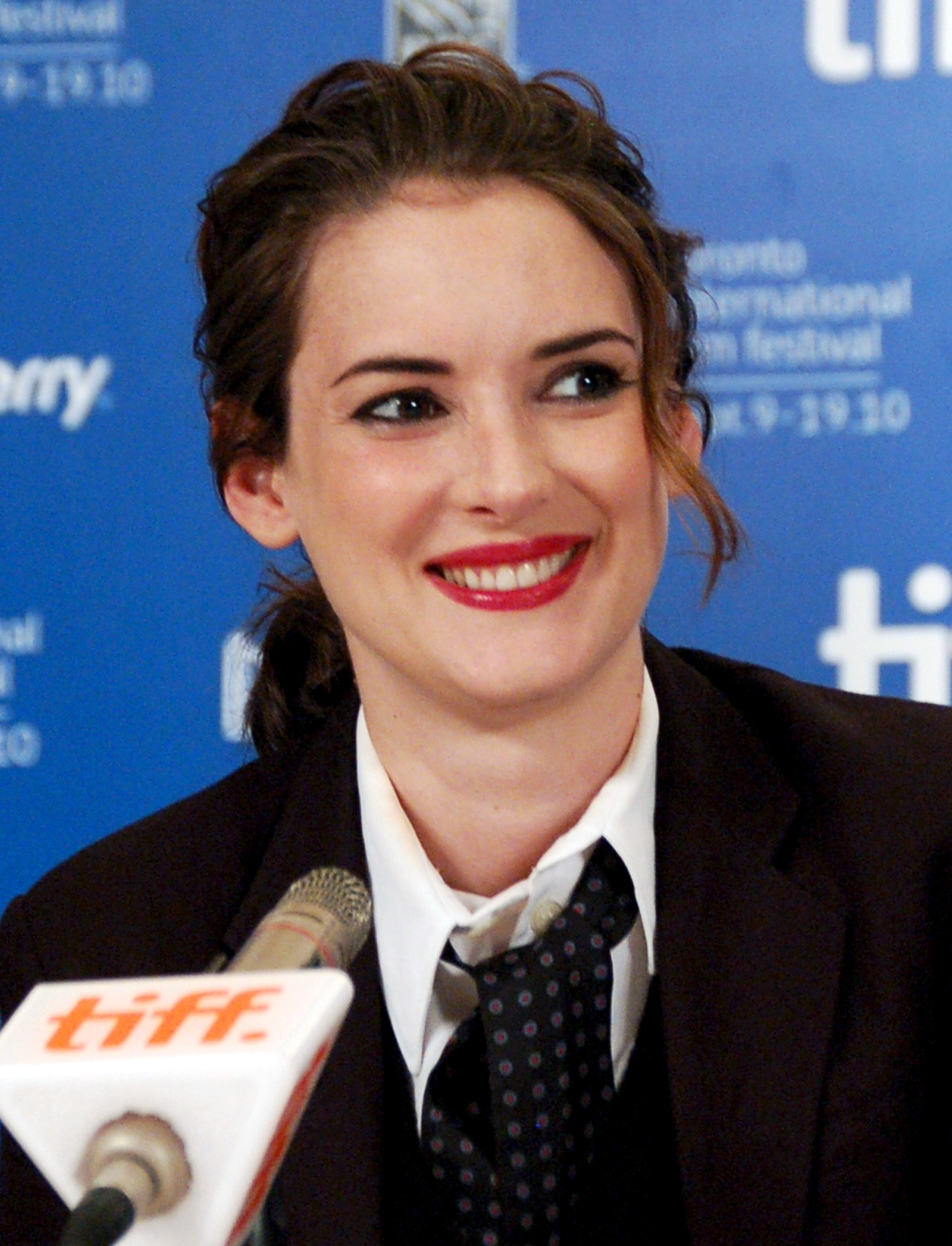
وینونا رایدر در جشنواره بین المللی فیلم تورنتو در سال ۲۰۱۰

جویس بایرز (به انگلیسی: Joyce Byers)، یک شخصیت خیالی داستانی در سریال اینترنتی آمریکایی علمی–تخیلی و ترسناک چیزهای عجیب، محصول نت‌فلیکس است. این شخصیت توسط خالقان سریال چیزهای عجیب، یعنی مت و راس دافر که به برادران دافر شهرت دارند خلق شده‌است و وینونا رایدر، بازیگر آمریکایی ایفاگر این نقش است. جویس به همراه دو فرزندش یعنی ویل و جاناتان بایرز در شهر کوچک هاوکینز زندگی می‌کند. او مدتی است از همسرش جدا شده و برای فرزندانش هم پدر است و هم مادر. جویس زن بسیار سرسختی است، تا نیمه‌های شب کار می‌کند تا خرج زندگیش در بیاید. با گم شدن ویل، جویس دچار نوعی حالت‌ها عصبی می‌شود. هیچ‌کس حرف‌های او را دربارهٔ دنیای وارونه و چیزهایی که دیده باور نمی‌کند و در چشم عموم یک دیوانه است. جویس به نوعی اصلی‌ترین شخصیت داستان حساب می‌شود. اصرار و پافشاری اوست که پای دیگران را به ماجرا باز می‌کند و با تلاش‌هایش برای فهمیدن حقیقت شخصیت‌های دیگر را وارد چالش می‌کند.
شخصیت و بازی وینونا رایدر با استقبال خوبی از سوی منتقدان مواجه شد. رایدر برای بازی در این نقش در هفتاد و چهارمین مراسم گلدن گلوب، نامزد بهترین بازیگر نقش اول زن برای سریال درام شد.